# سیارک ۱۸۰۸۸
سیارک ۱۸۰۸۸ (به انگلیسی: 18088 Roberteunice، نامگذاری:2000JS30) هجده هزار و هشتاد و هشتمین سیارک کشف شده‌است که در ۷ مه ۲۰۰۰ کشف شد.
قدر مطلق سیارک برابر ۱۱.۷ است.